# Coppergatehjälmen

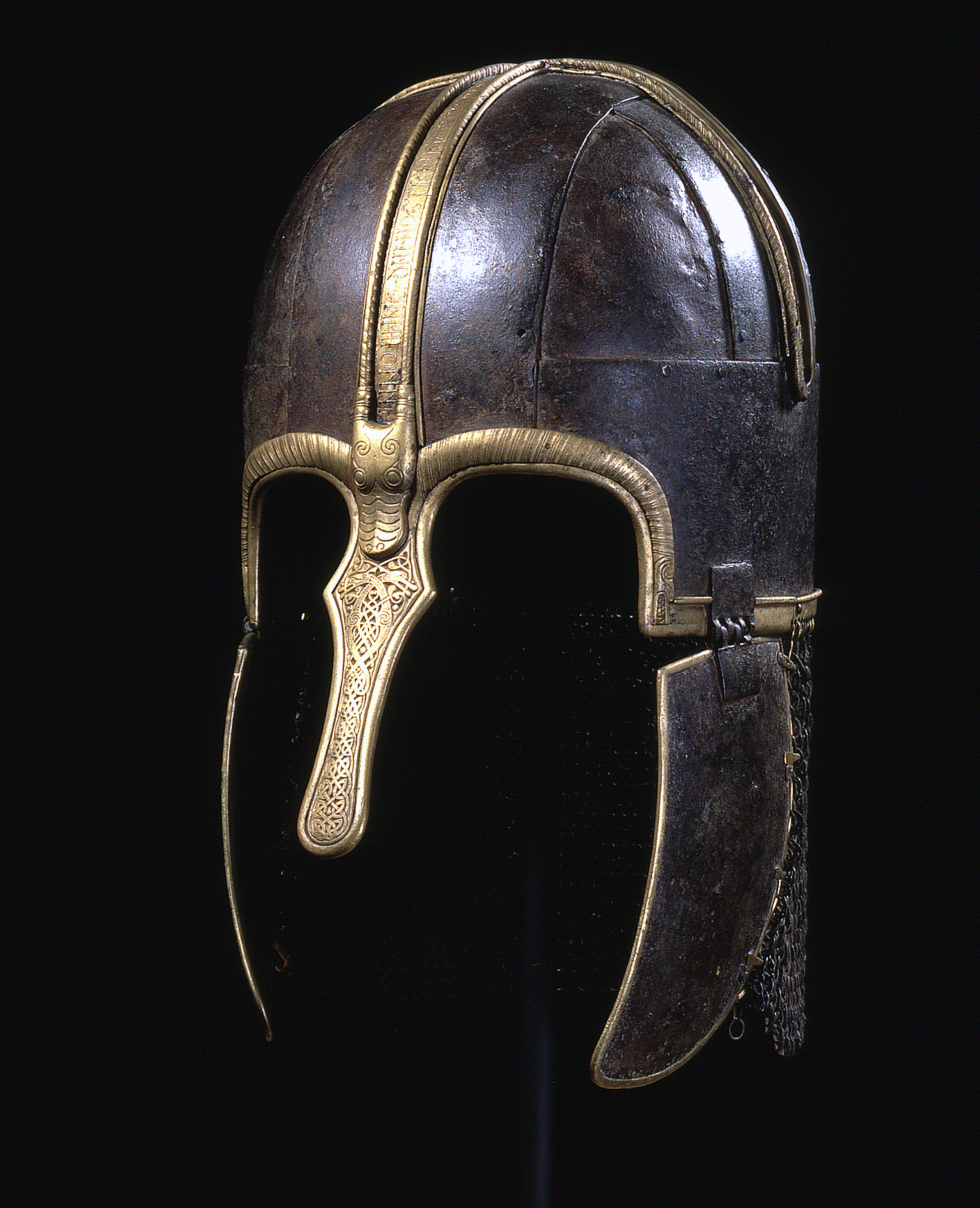
Coppergatehjälmen på Yorkshire Museum.

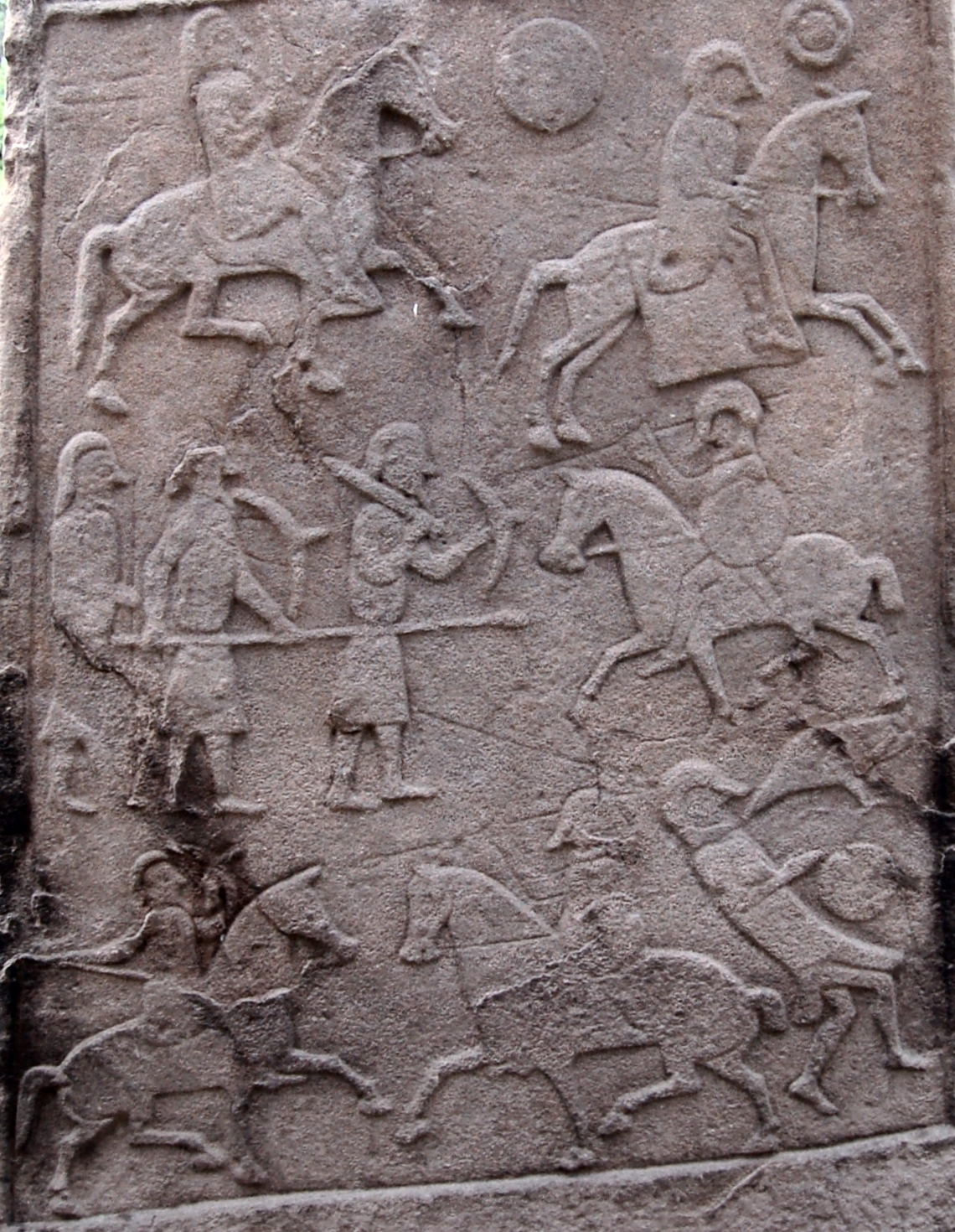
Northumbriska kavallerister (till höger) med hjälmar som mycket påminner om Coppergatehjälmen på en piktisk sten vid Aberlemno.

Coppergatehjälmen (även kallad Yorkhjälmen) är en anglosaxisk hjälm från 700-talet som hittades i York 1981 och är utställd på Yorkshire Museum. Den är förvånansvärt välbevarad och är en av bara fyra hittills funna anglosaxiska hjälmar (rester av en femte hjälm har hittats i Staffordshire). 

## Uppbyggnad
Likt många andra hjälmar från det germanska Nord- och Västeuropas tidiga medeltid är Coppergatehjälmen en utveckling från senromerska spangenhjälmar.
Själva hjässkålen består av sammannitade järnband med mellanliggande järnplattor (definition på spangenhjälm). Två långa kindskydd var fästa vid hjälmen med gångjärn (numera är endast det högra fäst vid hjälmen). Bakom kindskydden sitter ett   nackskydd av ringväv och en ovanligt lång nasal ("nässkydd") finns på hjälmens framsida och skyddar ansiktet. Ringväven är speciell eftersom den består av smidda ringar, i stället för de vanligare nitade. Den är fösedd med mässingsutsmyckningar som innehåller ungefär 75 procent koppar och 25 procent zink. Dess grundkonstruktion är nästan identisk med en annan anglosaxisk hjälm, Wollastonhjälmen, men även med hjälmen från Sutton Hoo. Den liknar också mycket de hjälmar som avbildas på de piktiska bildstenarna vid Aberlemno.

## Dekoration
Hjälmen har två låga mässingskammar. En som löper framifrån och bak och en som löper tvärs över hjälmen. De bildar ett kors när hjälmen betraktas uppifrån och bandet som löper från näsa till nacke bär en inskription på latin:
IN NOMINE : DNI : NOSTRI : IHV : SCS : SPS : DI : ET : OMNIBVS : DECEMVS : AMEN: OSHERE : ΧΡΙ
(In nomine Domini nostri Iesu Sanctus Spiritus Dei et omnibus decemus Amen. Oshere. Christi.)
"I vår Herre Jesus Kristus, den Helige Andes och Guds namn; till allt säger vi Amen, Oshere."
Oshere är ett mansnamn och ΧΡΙ är de tre första bokstäverna i Kristus Χριστός (christos) på grekiska.
Den längsgående mässingskammen slutar i ett djurhuvud vid nasalens bas, och även ögonbrynsdekorationerna slutar i djurhuvuden. Dekorationerna på själva nasalen visar två bestar vars kroppar och lemmar flätas samman till ornament.

## Upptäckt
Hjälmen hittades tillsammans med en spjutspets vid 16-22 Coppergate i York i en struktur kantad med plank i maj 1981.